# Josep Aragonés i Montsant
Josep Aragonés i Montsant (1927-1992) fue un empresario textil y hotelero y político español, alcalde de Pineda de Mar entre 1966 y 1987.

## Biografía
Nacido en 1927, Aragonés, empresario textil y hotelero conocido en el Maresme, fue propietario desde 1958 de una fábrica textil en Pineda de Mar; constituiría la empresa Industrial Aragonés, SA (IASA) en 1963, impulsando ese año el llamado «Taurus Park», el hotel más grande de España en aquella época. A lo largo de los años venideros, IASA se expandiría y se instalaría en Amer, en San Feliu de Pallarols y en Marruecos. Aragonés se convirtió en alcalde de Pineda de Mar en 1966.
Avalado por Manuel Fraga, Aragonés, representante del sector conservador de Reforma Democràtica de Catalunya (RDC), fue elegido líder de la formación durante la Transición, certificando la integración del partido en Alianza Popular de Cataluña (AP de C) en 1977. Aragonés, que se mantuvo en el puesto de alcalde hasta 1987, falleció en un accidente de tráfico en enero de 1992, legando su emporio hotelero a sus hijos.
Es abuelo de Pere Aragonès.